# Olympique de Marseille 1989-1990
Questa voce raccoglie le informazioni riguardanti l'Olympique de Marseille nelle competizioni ufficiali della stagione 1989-1990.

## Maglie e sponsor
Lo sponsor tecnico per la stagione 1989-1990 è Adidas, mentre gli sponsor ufficiali sono Panasonic per il campionato e RTL per la Coppa di Francia.
| Casa | Trasferta |  |

## Organigramma societario
Area direttiva
- Presidente: Bernard Tapie
- Vice presidente: Jean-Louis Levreau
- Direttore generale: Jean-Pierre Bernès

Area tecnica
- Direttore sportivo: Michel Hidalgo
- Allenatore: Gérard Gili

## Rosa
| N. |                           | Ruolo | Calciatore        |
| -- | ------------------------- | ----- | ----------------- |
|    | Francia (bandiera)        | P     | Jean Castaneda    |
|    | Francia (bandiera)        | P     | Pascal Rousseau   |
|    | Francia (bandiera)        | P     | Gaëtan Huard      |
|    | Francia (bandiera)        | P     | Guillaume Warmuz  |
|    | Francia (bandiera)        | D     | Manuel Amoros     |
|    | Francia (bandiera)        | D     | Éric Di Meco      |
|    | Germania Ovest (bandiera) | D     | Karlheinz Förster |
|    | Brasile (bandiera)        | D     | Carlos Mozer      |
|    | Francia (bandiera)        | D     | Éric Mura         |
|    | Francia (bandiera)        | D     | José Pastinelli   |
|    | Francia (bandiera)        | D     | Alain Roche       |
|    | Francia (bandiera)        | D     | Philippe Thys     |
|    | Francia (bandiera)        | C     | Benoît Cauet      |
|    | Francia (bandiera)        | C     | Didier Deschamps  |

| N. |                        | Ruolo | Calciatore          |
| -- | ---------------------- | ----- | ------------------- |
|    | Francia (bandiera)     | C     | Jean-Claude Durand  |
|    | Francia (bandiera)     | C     | Patrice Eyraud      |
|    | Francia (bandiera)     | C     | Bruno Germain       |
|    | Ghana (bandiera)       | C     | Abedi Pelé          |
|    | Francia (bandiera)     | C     | Franck Sauzée       |
|    | Francia (bandiera)     | C     | Jean Tigana         |
|    | Francia (bandiera)     | C     | Philippe Vercruysse |
|    | Inghilterra (bandiera) | C     | Chris Waddle        |
|    | Francia (bandiera)     | A     | André Basile        |
|    | Francia (bandiera)     | A     | Éric Cantona        |
|    | Senegal (bandiera)     | A     | Abdoulaye Diallo    |
|    | Uruguay (bandiera)     | A     | Enzo Francescoli    |
|    | Francia (bandiera)     | A     | Carmelo Micciche    |
|    | Francia (bandiera)     | A     | Jean-Pierre Papin   |

## Risultati

### Coppa dei Campioni
| Arbitro: | Lo Bello |

|                                     |           |  |
| Sauzée 62’ Papin 67’ Vercruysse 81’ | Marcatori |  |

| Arbitro: | Gifford |

|           |           |           |
| Olsen 54’ | Marcatori | 64’ Papin |

| Arbitro: | Sandoz |

|                              |           |  |
| Papin 55’ Manolas 80’ (aut.) | Marcatori |  |

| Arbitro: | Kohl |

|                     |           |           |
| Savevski 78’ (rig.) | Marcatori | 84’ Papin |

| Arbitro: | Schmidhuber |

|  |           |          |
|  | Marcatori | 85’ Thys |

| Arbitro: | Németh |

|                                 |           |            |
| Waddle 25’ Papin 28’ Sauzée 72’ | Marcatori | 84’ Urukov |

| Arbitro: | Courtney |

|                      |           |          |
| Sauzée 13’ Papin 44’ | Marcatori | 10’ Lima |

| Arbitro: | Van Langenhove |

|          |           |  |
| Vata 82’ | Marcatori |  |